# Radolfzell am Bodensee
Radolfzell am Bodensee est une ville d'Allemagne du sud du Bade-Wurtemberg située sur les rives de l'Untersee, la partie inférieure du lac de Constance (plus précisément, la ville se trouve au bord de la section septentrionale de l'Untersee appelée Zeller See). La ville est située à environ vingt kilomètres au nord-ouest de Constance et à dix kilomètres à l'est de Singen (Hohentwiel). Elle est, après ces deux villes, la troisième plus grande ville de l'arrondissement de Constance, la troisième plus grande ville autour du lac de Constance et la seule ville qui porte dans son nom l'inscription « sur le lac de Constance » (am Bodensee).

## Histoire
Appartenances historiques :
- Duché d'Autriche 1298–1415 ;
- Saint-Empire (Ville libre) 1415-1455 ;
- Archiduché d'Autriche 1455–1806 ;
- Royaume de Wurtemberg 1806–1810 ;
- Grand-duché de Bade 1810–1918 ;
- République de Weimar 1918–1933 ;
- Reich allemand 1933–1945 ;
- Allemagne occupée 1945–1949 ;
- Allemagne 1949–présent.

## Jumelages
La ville de Radolfzell est jumelée avec deux villes d'Europe :
- Istres (France) depuis 1974 ;
- Amriswil (Suisse) depuis 1999.

## Personnalités
- Melanie Miric, chanteuse allemande.